# Sebastian von Weitmühl
Sebastian Krabitz von Weitmühl (tschechisch Šebestián Krabice z Veitmile; * um 1490; † 13. November 1549) war Feldhauptmann der böhmischen Stände und Bergbauunternehmer im Saazer Kreis in Westböhmen. 

## Leben
Sebastian Krabitz von Weitmühl entstammte dem böhmischen Uradelsgeschlecht der Weitmühl. Seine Eltern waren Benesch Freiherr von Weitmühl (Beneš z Veitmile), Burggraf von Karlstein sowie Oberstmünzmeister von Böhmen und Bonuše (Benigna) Czalta von Kamena Hora.
1524 verkaufte Sebastian von Weitmühl die ererbte Herrschaft Grusbach an Johann von Pernstein. 1529 übernahm er die Herrschaft Komotau sowie Postelberg. Außerdem war er Besitzer von Rothenhaus und Görkau, welches seine Frau Anna von Glatz auf Althaus (Anna ze Stareho Dvora) auf Rothenhaus, Tochter des Siegmund Ritter Glatz von Althaus auf Rothenhaus und der Ursula, geborene Trmiczky, 1516 in die Ehe einbrachte. Zudem besaß er seit 1515 als Lehen die Burg Hněvín und Trauschkowitz.
Sebastian von Weitmühl war Berater des Kaisers Ferdinand I. und von 1527 bis 1528 auch Berater der Böhmischen Kammer. Von 1542 bis 1544 war er Oberstmünzmeister von Böhmen. 1546 erfolgte die Ernennung zum Feldhauptmann der böhmischen Stände, welche Karl V. beim Kampf gegen den protestantisch-evangelischen Schmalkaldischen Bund deutscher Fürsten unterstützen sollte. Da der Großteil des böhmischen Adels protestantisch war, hielt sich die Unterstützung in Grenzen. Die von Ferdinand I. einberufene Versammlung wurde unwillig besucht; zudem weigerte sich ein Teil der Adligen, am Kriegszug teilzunehmen. Trotzdem zog Sebastian von Weitmühl mit einer kleinen Heeresgruppe von Söldnern nach Sachsen. Am 1. November 1546 besiegte er in der Schlacht bei Oelsnitz im Vogtland die protestantischen Gegner.
Im Januar 1547 rief Kaiser Ferdinand I. erneut das Heer der böhmischen Stände für den Schmalkaldischen Krieg zusammen. Während ein katholisches Heer Richtung Elbe zog, fiel der sächsische Oberst Thumbshirn in Westböhmen ein und eroberte die Burg Loket und Komotau. Am 25. April 1547 unterlagen die Protestanten in der Schlacht bei Mühlberg. Von den nachfolgenden Strafen blieb Sebastian von Weitmühl verschont, da ihm 1549 die sogenannten „Wenzel-Privilegien“ bestätigt wurden.
Daneben war Sebastian von Weitmühl ein erfolgreicher Bergbauunternehmer im Abbau von Silber und anderen Erzen; unter anderem in Sankt Katharinaberg und in Böhmisch Einsiedel. In Komotau ließ er das Renaissance-Schloss umbauen und die Restaurierung der Kapelle der hl. Katharina beenden. In Sankt Sebastiansberg ließ er eine Kirche errichten, die dem hl. Sebastian geweiht wurde. Nach seinem Tod 1549 ging sein Besitz an seinen Sohn Johann und zwei Söhne seines Bruders Johann. Ein Johann Krabitz von Weitmühl verkaufte 1560 die Herrschaft Komotau an Erzherzog Ferdinand von Österreich.

## Nachkommen
Sebastian von Weitmühl und seine Ehefrau Anna, geb. Glatz von Althaus, hatten zwei Söhne:
1. Johann d. J. von Weitmühl, auf Brüx und Komotau, ⚭ vor 1555 Katharina, Tochter des Niklas d. Ä., Ritter Trmiczky von Milein auf Türmitz
2. Christian von Weitmühl († 1550 in Freiberg); ⚭ Veronika, Tochter des Albert Graf von Schlik zu Bassano und Weißkirchen auf Elbogen und dessen zweiter Ehefrau Elisabeth Ungnadin von Sonneck. Deren Kinder waren:
  1. Beneš von Weitmühl auf Postelberg, unverehelicht verstorben
  2. Ursula, ⚭ Christoph Guttenstein-Vrtba
  3. Jaroslaw Johann Laurenz von Weitmühl auf Postelberg († 1584), ⚭ Elisabeth, Tochter des Glogauer Landeshauptmanns Karl von Žerotín, auf Sehuschitz († 1560) und der Veronika Trčka von Lípa. Der Ehe entstammen drei Söhne und eine Tochter. Mit dem jüngsten Sohn Sebastian Laurenz von Weitmühl, der 1600 in Padua verstarb, erlosch die freiherrliche Linie der Weitmühl.